# Надейковичское сельское поселение
Надейковичское сельское поселение — муниципальное образование в составе Шумячского района Смоленской области России.
Административный центр — деревня Надейковичи.
Образовано законом Смоленской области от 28 декабря 2004 года. Глава муниципального образования Надейковичского сельского поселения - Лесникова Ирина Геннадьевна.

## Географические данные
- Общая площадь: 207,29 км²
- Расположение: северо-западная часть Шумячского района
- Граничит:
  - на северо-востоке и востоке— со Студенецким сельским поселением
  - на юге и западе — с Беларусью
  - на северо-востоке — с Хиславичским районом
- По территории поселения проходят автомобильная дорога: Шумячи — Зимонино.
- Крупная река Остёр, Сож.

## Население
| 2007 | 2011 | 2012 | 2013 | 2014 | 2015 | 2016 |
| ---- | ---- | ---- | ---- | ---- | ---- | ---- |
| 886  | ↘607 | ↘592 | ↘568 | ↘553 | ↘528 | ↘513 |
| 2017 | 2018 | 2019 | 2020 | 2021 |      |      |
| ↘509 | ↘500 | ↘477 | ↘467 | ↗493 |      |      |

## Населённые пункты
На территории поселения находятся 20 населённых пунктов:
| №  | Населённый пункт | Тип     | Население |
| -- | ---------------- | ------- | --------- |
| 1  | Бедня            | деревня | 0         |
| 2  | Галеевка         | деревня | 35        |
| 3  | Гостинка         | деревня | 8         |
| 4  | Дорожковка       | деревня | 0         |
| 5  | Дружба           | деревня | 4         |
| 6  | Дубровка         | деревня | 0         |
| 7  | Зимонино         | деревня | 260       |
| 8  | Короблево        | деревня | 0         |
| 9  | Королишки        | деревня | 0         |
| 10 | Курганово        | деревня | 3         |
| 11 | Ляховичи         | деревня | 6         |
| 12 | Надейковичи      | деревня | 227       |
| 13 | Пнево            | деревня | 2         |
| 14 | Полохово         | деревня | 14        |
| 15 | Сергеевка        | деревня | 18        |
| 16 | Тихиль           | деревня | 20        |
| 17 | Холмы            | деревня | 0         |
| 18 | Явкино           | деревня | 22        |
| 19 | Яновка           | деревня | 0         |
| 20 | Яченье           | деревня | 0         |